# Karl Hoschna
Karl Ludwig Hoschna (16. srpna 1876, Strážný – 23. prosince 1911, New York) byl americký hudební skladatel a hobojista českého původu.

## Život
Narodil se v šumavské obci Strážný (Kuschwarda). Studoval na konzervatoři Musikfreunde der Gesellschaft ve Vídni. Po absolvování školy hrál jako hobojista v různých orchestrech a později působil v c.k. vojenské kapele. V roce 1886 emigroval do Ameriky a stal se v New Yorku členem orchestru, který řídil hudební skladatel Victor Herbert. Kromě hry v orchestru spolu s Herbertem zkomponoval řadu operet, které vždy po svém uvedení slavily neobyčejný úspěch. V nejrůznějších transkripcích a úpravách se jeho skladby rozeběhly po celém světě. Byl vynikající melodik a řada jeho písní (např.: Cuddle Up A Little Closer, Lovey Mine či Every Little Movement) se hraje dodnes.
U Herberta se seznámil s prominentní americkou skladatelkou a vydavatelkou Isidore Witmark a pro její vydavatelství dělal hudební aranžmá. V roce 1902 začala spolupráce s básníkem a libretistou Otto Harbachem (později psal texty pro operety Rudolfa Frimla). Jejich první společná práce The daughter of the desert však úspěšná nebyla, dokonce nebyla nikdy ani uvedena ani publikována. Na svém posledním díle, operetě Wall Street girl, spolupracoval s Benjaminem Hapggod Burtem. Premiéry se však nedočkal, zemřel v New Yorku ve stáří pouhých 34 let. V New Yorku je také pohřben.

## Dílo
- The daughter of the desert. 1902.
- The wizzard of oz. 1902.
- The girl from Broadway. 1906.
- The three twins. 1908.
- Prince Humbug. 1908.
- Bright eyes. 1909.
- Katie did. 1909.
- Madame Sherry. 1910.
- The girl of my dreams. 1910.
- Doctor de luxe. 1911.
- Jumping Jupiter. 1911.
- The Wall Street girl. 1912.